# 南雲玲生
南雲 玲生（なぐも れお、1973年11月20日 - ）は、日本の作曲家、ゲームクリエイター、ニューメディア・アーティスト。株式会社ユードー代表取締役、e-まちタウン株式会社顧問。神奈川県横浜市出身。BEMANIシリーズの作曲家「dj nagureo」として知られる。

## 略歴
幼少期より、現代音楽、テクノを聴いて育つ。横浜市立南高等学校在籍中、AppleラジオCMのBGMを担当し、作曲家デビュー。高校卒業後、広告制作会社を経て2000年までコナミに勤務。同社在職中は、ヒット商品となった音楽ゲーム『beatmania』を企画原案・制作し、流行を生み出した。同社退職後にソニー・インタラクティブエンタテインメントを経て、青山学院大学に入学しビジネスを学びながら、BEMANIシリーズへの楽曲提供をはじめ、音楽やゲーム業界などで活動。2003年3月3日、株式会社ユードーを設立。ゲーム伝説（カバヤ食品）の企画をはじめ、アーティストプロデュース、スマートフォンアプリやゲーム等の開発、音楽制作、飲食店のプロデュース、講演活動など幅広く行っている。自身の誕生日を曲名にした『20,november』は、世界の音楽ゲームを代表する曲となり、毎年11月20日には音楽ゲームファンを中心に多くのイベントが開催される。近年、iPhone向けの音楽、メディアアートアプリケーション開発を手がけており、プロデュースをした8Bitone、Matrix Music Pad、Live LInk 3GがiTunes/AppStoreで大ヒット作品となり、AppStore総合1位タイトルを複数経験している。特に企画を担当した『斉藤さん』においては、日本の高校生、大学生で知らない者はいないほど認知されており、600万ダウンロードを達成した。音楽制作に留まらず、プランナー、プロデューサーとして様々な作品を生み続けている。
また、iPhone/iPod touch/iPad向けの太鼓の達人をユードーが開発。BEMANIシリーズで自身の楽曲大量削除後の出来事という事もあり話題となった。
好物はチョコレート、趣味は旅行、DJ。二児の父である。
ブログ等でADHDと診断されたことを公表している。

## BEMANIシリーズとの関わり
- 『beatmania』の企画者の一人としてサウンドディレクター（楽曲面の責任者）を務めるなど、初期作品の中心的メンバーとして知られる。
- 『pop'n music』のタイトルの名付け親である。また、同作のキャラクター「レオくん（Reo★kun）」は彼がモデルになっている。ただし、このキャラクターの担当曲そのものは、いずれも南雲が作曲に携わっていない楽曲である。
- 2006年4月、『beatmania IIDX 13 DistorteD』の公式サイトにて、「tiger YAMATO」名義で、作曲活動を休止する旨を発言しているが、「tiger YAMATO」名義での楽曲提供を終了するのか自身がBEMANIシリーズへの楽曲提供自体を終了するのか、真意は不明である[4]。
- 2007年6月、dj TAKAこと石川貴之初のオリジナルアルバム「milestone」に親交の深いアーティストとして「dj nagureo」名義で参加。
- m-floの1stアルバム「Planet Shining」のブックレットにスペシャルサンクスとして「reo nagumo」の名前が載っている。
- 2008年4月、「ぱんぱんミュージック」というリズムゲーム投稿サイトを開設。同サイトでは新曲「R30」などが発表され話題を呼んだ。同サイトは後に米国のSNSであるFacebookで「Aeromusic」と名前を変え、新たにリリースされる。
- 2008年後半以降に稼働・発売されたBEMANIシリーズからは、南雲が作曲した過去の楽曲のうち大半が削除された。

## 総合1位になったiPhoneアプリ
- Piano Lesson PianoMan
- 8Bitone
- Matrix Music Pad
- Live Link 3G

## 主な音楽作品

### ユードー
- ぱんぱんミュージック
  - 『平壌音楽』 JUCHE-DUB （reo nagumo a.k.a djnagureo 名義）
  - R30 （tiger YAMATO featuring. DAIMON 名義）
  - 北朝鮮 『愛国歌』 （kimmaster’73 名義）
  - no life no techno （dj nagureo 名義）

- Aero Guitar
  - Infections （N.A.R.D.名義）
  - Gear （下北Brothers名義）

- Aero Synth
  - 3.29.9 （reo nagumo名義）
  - mishima （dj nagureo名義）
  - OBAMA （SUPER tiger YAMATO名義）

### BEMANIシリーズ
現在任天堂に在籍している水木潔と原案、企画を行っていた。
また、数多くの楽曲、イラストを制作。
- ※BEMANIシリーズの楽曲に関しては、特記の無い限りdj nagureo名義。
- ※SUGI&REOはSUGI（杉本清隆）とのユニット。

- beatmania
  - 2.14.13
  - 20,november - タイトルは「20,November」や「20,NOVEMBER」となっていることもあり、「(single mix)」「(radio edit)」「(hard mix)」などいくつかのバージョンが存在する
  - BOA BOA LADY (JAMMING-MIX) - 『pop'n stage』収録曲「BoaBoaLady!」のセルフリミックス。
  - Believe again (HYPER MEGA MIX) - リミックス担当。原曲作曲はEmotion of Sound。
  - Believe again (english version) - 上に同じ。上記楽曲の英語版。
  - COME AND GET IT （N.A.R.D.名義）
  - deep in you
  - DJ BATTLE
  - Do you love me? （reo-nagumo名義）
  - jam jam reggae （jammaster '73名義）
  - LINN1999
  - LUV TO ME THIRD MIX（miryam reo yoshinori名義） - 以降のシリーズの同名曲のリミックスの原曲。
    - LUV TO ME (english version) （THIRD-MIX名義） - 上記の英語版。
    - LUV TO ME (disco mix) Version GOTTA（tiger YAMATO名義） - 後述のLUV TO ME (disco mix)と同曲。

  - MOMENT
  - peace-out
  - SAVIOR （reo nagumo feat. Lala Moore名義）
  - STAY WITH ME (BIGBEAT MIX) - エイス・ワンダー「ステイ・ウィズ・ミー」のリミックス。『beatmania III』のStay with meとは全くの別曲。
  - u gotta groove
  - VIVA!2000 (-27MIX) - 『pop'n stage』収録曲「Viva!2000」（Marilia&Kaorin）のリミックス。
  - WATCHINGOUT

- beatmania IIDX
  - 2002 （tiger YAMATO名義）
  - 5.1.1.
  - 5.8.8.
  - dong-tepo no.1
  - E.V CAFE （reo nagumo feat. hajime.y名義）
  - I.C.F.5800 （Reo Nagumo feat. Mayumi Shizawa名義）
  - KAMIKAZE
  - Logic Board
  - LUV TO ME (disco mix) （tiger YAMATO名義） - LUV TO MEのセルフリミックス。
  - LUV TO ME (UCCHIE'S EDITION) （tiger YAMATO名義） - LUV TO MEのセルフリミックス。UCCHIEとは同曲のゲーム譜面作成を担当した内田智之のこと。
  - patsenner
  - PERFECT WORLD （N.A.R.D feat. masayo名義）
  - R2 （tiger YAMATO名義）
  - R3 （tiger YAMATO名義）
  - R5 （tiger YAMATO with ultrabeatbox名義）
  - R壱萬 （tiger YAMATO名義）
  - Secret Tale （dj nagureo feat. asuka.m名義）
  - tiger yamato （tiger YAMATO名義）
  - Two DAYS OF LOVE （tiger YAMATO with マイク吉川 feat. ma-sa名義）
  - Y31 （tiger YAMATO名義）
  - V35 （tiger YAMATO名義）

- beatmania III
  - beatmaniaIII opening theme - ゲームタイトルのオープニングBGM。
  - Devoted To You （dj nagureo feat. Robbie Danzie名義）
  - Instant Love （dj KONAMI名義）
  - Keep On Liftin'
  - my cherie amour (dj nagureo feat. sana名義) - スティーヴィー・ワンダーのカバー。
  - qingdao
  - Rest my mind （dj nagureo feat. Doublecheese名義）
  - Stay with Me （dj nagureo feat. Robbie Danzie名義） - 『beatmania CORE REMIX』のSTAY WITH ME (BIGBEAT MIX)とは全くの別曲。

- pop'n music・pop'n stage
  - ALONE - 『ee'MALL 2ne avenue』で配信。
  - BICYCLE （sugi&reo名義）
  - blue moon sea （N.A.R.D. feat.Lala Moore名義） - 「platonic love」の別ボーカルバージョン。
  - BoaBoaLady! （jammaster '73名義） - 作曲・編曲担当。『beatmania 5thmix』収録のリミックスの原曲。『beatmania completeMIX2』では「BOA BOA LADY」として収録。
  - FAKE （N.A.R.D.名義）
  - Far e@st network
  - Forever The Earth （n.a.r.d.名義）
  - HAGOROMO （cheetah KAMATA名義）[5]
  - Hong kong magic （tiger YAMATO名義）
  - In a Grow （Noriko Fukusima名義）
  - I REALLY WANT TO HURT YOU（SUGI&REO名義）[6]
    - I REALLY WANT TO HURT YOU ～僕らは完璧さ（SUGI&REO名義） - 上記のリマスター版。

  - (fly higher than) the stars （SUGI&REO名義）[7]
  - platonic love （N.A.R.D.名義）
  - Secret tale （dj nagureo feat. 新谷さなえ 名義） - 同名の曲の別ボーカルバージョン。
  - YOUNG DREAM （LITTLE FINGERS名義）
  - 작은 행복（チャグン ヘンボク（訳：小さな幸福）） （吉田一郎名義）
  - 走り抜ける君へ、Hurry up! （吉田一郎名義）
  - ポップン販売株式会社 （ポップン販売株式会社名義）
  - 森の鼓動 （N.A.R.D.名義）
  - 夢見る少女 （dimitoricTiger from seoul名義）
  - ラスベガスドリーム （reo nagumo名義）

- ParaParaParadise
  - HOLD ON ME （tiger YAMATO名義）

### その他の作品
- akiko「Overstay」（ユニバーサル・ジャズ）
- 浜崎あゆみ「Endless sorrow」VINYL remix（avex trax）
- BoA STYLEBOOK CD音源制作（avex trax）
- 仲田まさえ「千夜千夢」rythmprogram（avex trax）
- カルビーポテトチップス「お絵かき編」CM音楽制作（カルビー）
- ジャック×ダクスター CM音源制作（ソニー・インタラクティブエンタテインメント）
- 鉄拳4 CM音源制作（ナムコ）
- GRADIUSIC CYBER -Vic Viper born duv-（dj TAKA first album「milestone」収録）